# Rajd Portugalii 1977
Rajd Portugalii 1977 (11. Rallye de Portugal - Vinho do Porto) – 11 Rajd Portugalii rozgrywany w Portugalii w dniach 1-6 marca. Była to trzecia runda Rajdowych Mistrzostw Świata w roku 1977. Rajd został rozegrany na szutrze i asfalcie. Bazą rajdu było miasto Estoril.

## Wyniki końcowe rajdu[1]
| Msc. | Kierowca               | Pilot                | Samochód             | Czas    | Strata | Grupa | Pkt zespół | Pkt kierowca |
| ---- | ---------------------- | -------------------- | -------------------- | ------- | ------ | ----- | ---------- | ------------ |
| 1    | Markku Alén            | Ilkka Kivimäki       | Fiat 131 Abarth      | 6:51.47 | 0.0    | 4     | 10+8       | 9            |
| 2.   | Björn Waldegård        | Hans Thorszelius     | Ford Escort RS1800   | 6:55.43 | +3.56  | 4     | 9+7        | 6            |
| 3.   | Ove Andersson          | Henry Liddon         | Toyota Celica 2000GT | 6:56.08 | +4.21  | 4     | 8+6        | 4            |
| 4.   | Jean-Claude Andruet    | Christian Delferrier | Fiat 131 Abarth      | 7:06.34 | +10.47 | 4     |            | 3            |
| 5.   | Maurizio Verini        | Ninni Russo          | Fiat 131 Abarth      | 7:07.00 | +11.13 | 4     |            | 2            |
| 6.   | Manuel Queirós Pereira | Miguel Vilar         | Opel Kadett GT/E     | 7:28.55 | +37.08 | 2     | 5+8        | 1            |
| 7.   | Franz Wittmann         | Kurt Nestinger       | Opel Kadett GT/E     | 7:38.27 | +46.40 | 4     |            |              |
| 8.   | Giovanni Salvi         | Pedro de Almeida     | Ford Escort RS2000   | 7:44.32 | +52.45 | 1     |            |              |
| 9.   | Américo Nunes          | Mira Amaral          | Porsche 911          | 7:46.36 | +54.49 | 4     | 2+2        |              |
| 10.  | Klaus Russling         | Klaus Krammer        | Opel Kadett GT/E     | 7:46.43 | +54.56 | 1     |            |              |

## Punktacja

### Klasyfikacja producentów
| Lp | Producent | Pkt. |
| -- | --------- | ---- |
| 1  | Fiat      | 48   |
| 2  | Opel      | 39   |
| 3  | Ford      | 30   |
| 4  | Toyota    | 24   |
| 5  | Lancia    | 18   |
| 5  | Porsche   | 18   |
| 5  | Saab      | 18   |

- Uwaga: Tabela obejmuje tylko pięć pierwszych miejsc.

### Klasyfikacja  FIA Cup for Rally Drivers
| Lp | Producent           | Pkt. |
| -- | ------------------- | ---- |
| 1  | Sandro Munari       | 9    |
| 1  | Ari Vatanen         | 9    |
| 1  | Stig Blomqvist      | 9    |
| 1  | Markku Alén         | 9    |
| 1  | Jean-Claude Andruet | 9    |

- Uwaga: Tabela obejmuje tylko pięć pierwszych miejsc.